# Gare de Rode-le-Duc
 (janvier 2025).
Si vous disposez d'ouvrages ou d'articles de référence ou si vous connaissez des sites web de qualité traitant du thème abordé ici, merci de compléter l'article en donnant les références utiles à sa vérifiabilité et en les liant à la section « Notes et références ».
La gare de Rode-le-Duc ou gare de Rolduc (en allemand : Bahnhof Herzogenrath) est la plus importante gare de la ville de Rode-le-Duc, dans la  région urbaine d'Aix-la-Chapelle, en Rhénanie-du-Nord-Westphalie en Allemagne. La gare se trouve dans la zone couverte par l'association des transports d'Aix-la-Chapelle (Aachener Verkehrsverbund, AVV) et est reliée à une gare routière adjacente et à un parking relais. Le train des trois pays RE18 à destination de Maastricht-Randwyck et une fois sur deux de Liège-Guillemins y fait son dernier arrêt en Allemagne, après Aix-la-Chapelle Central (gare origine) et Aix-la-Chapelle-Ouest. Ce train donne correspondance à Heerlen (nl) avec le RS15 à destination de Sittard (nl).

## Histoire
Rode-le-Duc est reliée au réseau ferroviaire depuis 1852. Le bâtiment de la gare, encore utilisé aujourd'hui, fut inauguré un an plus tard. En 1857, une plate-forme de chargement a été construite pour charger le charbon de la mine Anna située près d'Alsdorf avant qu'une ligne vers Stolberg via Alsdorf ne soit ouverte en 1890. Cette année-là, une gare de triage fut également mise en service, mais celle-ci fut fermée en 1950. En 1892, la ligne de chemin de fer vers Heerlen aux Pays-Bas ouvre à son tour.
En décembre 2004, la ligne vers Stolberg a été rouverte jusqu'à la gare d'Alsdorf-Annapark, avec de nouveaux arrêts à Rode-le-Duc-Alt Merkstein et Rode-le-Duc-Place August-Schmidt. En 2007 et 2008, les quais ont été reconstruits à une hauteur de 76 cm, et dans ce processus considérablement raccourci, car seuls les trains régionaux s'arrêtaient ici depuis que le service InterRegio a été supprimé. Des ascenseurs ont également été construits, rendant désormais la gare accessible aux fauteuils roulants.
Depuis le 13 décembre 2009, certains trains InterCity sur les lignes Aix-la-Chapelle – Berlin et Leipzig – Cologne relient à nouveau Rode-le-Duc au réseau ferroviaire longue distance allemand.
Depuis 2019, le train des trois pays y fait un arrêt.

## Installations opérationnelles
Quatre voies des gares de Rode-le-Duc sont équipées d'un quai, dont trois sont utilisés quotidiennement. La quatrième, la voie 55, est une impasse pour les trains à destination et en provenance d'Alsdorf. Autrefois, à côté de cette voie, d'autres voies en impasse existaient, mais celles-ci ont été supprimées pour construire le parking. À l'ouest des quais, se trouvent plusieurs autres voies qui servent aujourd'hui au stationnement des trains de marchandises et de maintenance.
Rode-le-Duc est l'une des rares gares de la région d'Aix-la-Chapelle qui n'est pas encore contrôlée par un centre de signalisation électronique. Depuis 1985, l'exploitation est régulée par un poste de signalisation relais de type SpDrS600 avec le code Hf (où le f signifie Fahrdienstleiter, répartiteur de train en allemand), à l'extrémité nord de la gare. Ce poste de signalisation contrôle également la gare de Kohlscheid, qui est l'arrêt suivant en direction d'Aix-la-Chapelle. De 1915 à 1985, la gare de Rode-le-Duc disposait de deux postes d'aiguillage mécaniques ; outre Hf, il y en avait un deuxième, code Hs, à l'extrémité sud. Le poste d'aiguillage Hf était alors également responsable des lignes vers Heerlen et Alsdorf.

## Trains
Toutes les lignes quittant Aix-la-Chapelle en direction du nord s'arrêtent à Rode-le-Duc. Des trains Regional-Express et Regionalbahn desservent la gare à intervalles réguliers. De plus, un train longue distance InterCity par jour en direction de la capitale allemande Berlin s'arrête à Rode-le-Duc. La ligne Euregiobahn RB 20 se divisait ici jusqu'en décembre 2016, un train sur deux allait à Heerlen, l'autre à Alsdorf-Annapark. Depuis décembre 2016 et l'achèvement de la ligne ferroviaire dite Ringbahn entre Rode-le-Duc et Stolberg, les trains RB 20 ne se divisent plus à Rode-le-Duc mais circulent tous en direction d'Alsdorf-Annapark. Par procuration, une nouvelle ligne appelée RE 18 a été mise en place.
| Ligne  | Nom                          | Route | Route | Route |
| ------ | ---------------------------- | --- | --- | ----- |
| ICE 14 | ICE 1545                     | Aix-la-Chapelle – Rode-le-Duc – Geilenkirchen – Rheydt – Mönchengladbach ( → Viersen) – Krefeld– Duisbourg ( → Gelsenkirchen) – Dortmund– Hamm (Westf) – Gütersloh– Bielefeld – Herford – Hanovre – Wolfsbourg – Berlin-Spandau – Berlin              | Aix-la-Chapelle – Rode-le-Duc – Geilenkirchen – Rheydt – Mönchengladbach ( → Viersen) – Krefeld– Duisbourg ( → Gelsenkirchen) – Dortmund– Hamm (Westf) – Gütersloh– Bielefeld – Herford – Hanovre – Wolfsbourg – Berlin-Spandau – Berlin              |       |
| ICE 14 | ICE 1548/1545                | Berlin à Aix-la-Chapelle via Gelsenkirchen - Duisbourg | Berlin à Aix-la-Chapelle via Gelsenkirchen - Duisbourg |       |
| RE 4   | Wupper-Express               | Aix-la-Chapelle – Rode-le-Duc – Erkelenz – Mönchengladbach – Neuss – Düsseldorf – Wuppertal – Hagen – Dortmund | Aix-la-Chapelle – Rode-le-Duc – Erkelenz – Mönchengladbach – Neuss – Düsseldorf – Wuppertal – Hagen – Dortmund |       |
| RE 18  | LIMAX (Train des trois pays) | Aix-la-Chapelle – Aix-la-Chapelle-ouest – Rode-le-Duc – Eygelshoven Markt – Landgraaf – Heerlen – Fauquemont – Meerssen – Maestricht – Maastricht-Randwyck (prolongé une fois par heure depuis 2025 : – Eijsden – Visé – Bressoux – Liège-Guillemins) | Aix-la-Chapelle – Aix-la-Chapelle-ouest – Rode-le-Duc – Eygelshoven Markt – Landgraaf – Heerlen – Fauquemont – Meerssen – Maestricht – Maastricht-Randwyck (prolongé une fois par heure depuis 2025 : – Eijsden – Visé – Bressoux – Liège-Guillemins) |       |
| RB 20  | Euregiobahn                  | Eschweiler-St. Jöris – Alsdorf-Annapark – Rode-le-Duc – Aix-la-Chapelle – Aix-la-Chapelle-Rothe Erde – Stolberg (Rheinl) (coupled/uncoupled) | – Stolberg Altstadt |       |
| RB 20  | Euregiobahn                  | Eschweiler-St. Jöris – Alsdorf-Annapark – Rode-le-Duc – Aix-la-Chapelle – Aix-la-Chapelle-Rothe Erde – Stolberg (Rheinl) (coupled/uncoupled) | – Eschweiler-Tal – Langerwehe (– Düren) |       |
| RB 33  | Rhein-Niers-Bahn             | Aix-la-Chapelle – Aix-la-Chapelle Schanz – Aix-la-Chapelle-Ouest – Rode-le-Duc – Übach-Palenberg – Geilenkirchen – Erkelenz – Mönchengladbach – Krefeld – Duisbourg – Mülheim – Essen                                                                 | Aix-la-Chapelle – Aix-la-Chapelle Schanz – Aix-la-Chapelle-Ouest – Rode-le-Duc – Übach-Palenberg – Geilenkirchen – Erkelenz – Mönchengladbach – Krefeld – Duisbourg – Mülheim – Essen                                                                 |       |